# Петко Илиев
Петко Илиев, известен като Нагорички и Муса (на сръбски: Петко Илић или Petko Ilić), e сърбоманин от Македония, войвода на сръбската въоръжена пропаганда в Североизточна Македония.

## Биография
Петко Илиев е роден в село Старо Нагоричане в 1886 година. Участва в първата сърбоманска чета на Григор Соколов, която по незнание е преведена от Боби Стойчев и Даме Мартинов в Македония в 1904 година. Четник е и на Йован Довезенски (1904). След започналото преследване от дейците на ВМОРО Илиев е в четата на Кръсто Ковачев. Заловен е от Стефан Димитров заедно с Наце от Велешко и изпратен в България. Оттам Илиев заминава за Сърбия и отново се връща в Македония като сръбски войвода, като държи в подчинение около 10 села в Скопска Църна гора. Води сражение през април 1905 година и в същата година на Козяк.
След Младотурската революция в 1908 година се легализира, установява се в Скопие и се жени за Достана. Често арестуван от властите, отново става нелегален и оглавява чета. През март 1912 година се опитва да унищожи българска чета, разположила се в село Страцин. В започналото сражение на 17 март 1912 година е тежко ранен. Оцелелите четници, начело с Тодор Кръстев Алгунски го отнасят на север към Сърбия, но той умира на следния ден в Длъбочица. Погребан е в манастира „Свети Пантелеймон“ във вранското село Лепчинце, Сърбия.
След като Старо Нагоричане попада в Сърбия след Междусъюзническата война в 1913 година, в селото е изграден паметник на Петко Илиев. По време на българското управление в годините на Втората световна война паметникът е взривен.